# باندا آچه
باندا آسه (اندونزیایی: Banda Aceh) یا در گذشته بندر آچه (اندونزیایی: Bandar Aceh)، شهری در استان آچه کشور اندونزی است. جمعیت این شهر بر اساس سرشماری سال ۱۹۹۰ میلادی، ۱۴۳٫۳۶۰ نفر و بر اساس سرشماری سال ۲۰۰۰ میلادی، ۲۰۹٫۳۳۴ بوده که در سال ۲۰۰۷ میلادی به ۲۶۸٫۹۱۳ نفر افزایش یافته است.